# Frankiska kretsen

Frankiska kretsens läge i Tysk-romerska riket.

Frankiska kretsen var en rikskrets i Tysk-romerska riket.
När Tyska riket i början av 1500-talet indelades i kretsar, upprättades en frankisk krets, men till denna räknades inte Pfalz och andra frankiska områden i Rhentrakten liksom inte heller Hessen,
och namnet Franken kom därigenom att inskränkas till sydöstra delen av det gamla frankiska området. Såsom ledare av konventet i Heilbronn (1633) förlänade
Axel Oxenstierna hertig Bernhard av Weimar med den frankiska hertigvärdigheten, men efter slaget vid Nördlingen (1634) blev detta betydelselöst. Vid Tyska rikets upplösning 1806 försvann kretsindelningen och därmed också Frankiska kretsen. Större delen därav kom under den omgestaltning, som nu övergick
Tyskland, till Bayern, inom vilket därav bildats tre
Regierungsbezirke: Oberfranken, Mittelfranken och
Unterfranken. Befolkningen i de områden, som en gång bildade stamhertigdömet Franken, framstår ännu såsom en egen grupp med egen frankisk dialekt.

## Källa
- Franken i Nordisk familjebok (andra upplagan, 1908)